# Koumbou Boly Barry
Koumbou Boly Barry es una política burkinesa que fue ministra de Educación y Alfabetización de Burkina Faso. Ha sido la Relatora Especial de las Naciones Unidas sobre el derecho a la educación desde 2016.
Boly Barry obtuvo su doctorado en historia económica en la Universidad Cheikh-Anta-Diop de Dakar, Senegal. Fue ministra en el gabinete del primer ministro Luc-Adolphe Tiao.